# 法拉利兄弟
彼得·法拉利和巴比·法拉利，或合稱法拉利兄弟（英語：Farrelly brothers），是一對美國導演、編劇及製片人搭檔，擅長拍攝喜劇片。

## 早期生活
哥哥彼得·法拉利出生於賓西法尼亞州菲尼克斯維爾，而弟弟巴比·法拉利則出生於羅得島州坎伯蘭，但這對兄弟主要都在坎伯蘭成長。兩人有著愛爾蘭血統。大學畢業後，他們從電視劇《歡樂單身派對》開始追求其電視編劇的職業生涯。

## 作品列表

### 電影
| 年份 | 標題                     | 職位 | 職位 | 職位 | 附註              |
| 年份 | 標題                     | 導演 | 監製 | 編劇 | 附註              |
| ---- | ------------------------ | ---- | ---- | ---- | ----------------- |
| 1994 | 《阿呆與阿瓜》           | 是   | 是   | 是   | 僅彼得·法拉利執導 |
| 1996 | 《王牌保齡球》           | 是   |      |      |                   |
| 1998 | 《哈啦瑪莉》             | 是   |      | 是   |                   |
| 1999 | 《1974青春日記》         |      | 是   | 是   |                   |
| 2000 | 《一個頭兩個大》         | 是   | 是   | 是   |                   |
| 2001 | 《芭樂鴛鴦》             |      | 是   |      |                   |
| 2001 | 《捍胃戰士》             | 是   | 是   |      | 真人場景          |
| 2001 | 《情人眼裡出西施》       | 是   | 是   | 是   |                   |
| 2003 | 《當我們黏在一起》       | 是   | 是   | 是   |                   |
| 2005 | 《愛情全壘打》           | 是   |      |      |                   |
| 2005 | 《特輸奧運會》           |      | 是   |      |                   |
| 2007 | 《七日之癢》             | 是   |      | 是   |                   |
| 2011 | 《放風通行證》           | 是   | 是   | 是   |                   |
| 2012 | 《三個臭皮匠》           | 是   | 是   | 是   |                   |
| 2013 | 《激愛543》              | 是   | 是   | 是   |                   |
| 2014 | 《阿呆與阿瓜：賤招拆招》 | 是   | 是   | 是   |                   |
| 2018 | 《幸福綠皮書》           | 是   | 是   | 是   | 僅彼得·法拉利執導 |
| 2022 | 《在前線乾杯》           | 是   | 是   | 是   | 僅彼得·法拉利執導 |
| 2023 | 《冠籃之路》             | 是   |      |      | 僅巴比·法拉利執導 |
| 2024 | 《冒牌死黨》             | 是   |      | 是   | 僅彼得·法拉利執導 |
| TBA  | 《親愛的聖誕老人》       | 是   | 是   | 是   | 僅巴比·法拉利執導 |

### 電視
| 年份 | 標題             | 附註            |
| ---- | ---------------- | --------------- |
| 1992 | 《歡樂單身派對》 | 1集；共同編劇   |
| 2002 | 《捍胃戰士》     | 執行製片人      |
| 2008 | 《剩男求偶記》   | 1集；導演和監製 |
| 2016 | 《拖車公園男孩》 | 2集；導演       |
| 2021 | 《當下》         | 導演            |

## 外部連結
- 彼得·法拉利在互联网电影资料库（IMDb）上的資料（英文）
- 巴比·法拉利在互联网电影资料库（IMDb）上的資料（英文）